# 엄지애
엄지애(본명: 엄연정)는 대한민국의 가수이다.

## 학력
- 백석예술대학교 실용음악학과

## 음반
- 2007년 별똥별
- 2009년 For your heart
- 2010년 Always Like A Flower
- 2014년 좋아좋아
- 2017년 Only You
- 2017년 바람이 시원한날
- 2018년 옷깃을 여미고
- 2020년 알지 못했죠
- 2021년 문득
- 2022년 옷깃을 여미고 (2022 Ver.)

## 수상
- 1999년 UEBS 울산대학교 대학가요제 좋은노랫말상